# 雲治·沙基路·蒙迪路
蒙迪路（Vandré Sagrillo Monteiro，1979年7月3日—），是一個巴西的足球運動員，擔任中場。2006年11月中來港，曾效力愉園，今季轉投香港甲組足球聯賽的南華，因受到傷患困擾，於2009年1月遭球會解約。
蒙迪路在第三十屆香港足球明星選舉中，曾獲選為2006/07年度球季最佳十一人的其中一員。蒙迪路亦曾於2007年賀歲盃代表港聯出戰兩場賽事。

## 外部連結
- 香港足球總會網站球員資料 （页面存档备份，存于）